# Compagnie autrichienne des Indes orientales
La Compagnie autrichienne des Indes orientales également appelé Compagnie asiatique de Trieste ou Société impériale asiatique de Trieste et d'Anvers est une compagnie de commerce autrichienne basée à Trieste, active de sa fondation par William Bolts en 1775 à sa faillite en 1785.

## Établissement de la compagnie
En 1775, William Bolts offrit ses services au gouvernement  de Vienne, mettant en avant la proposition de rétablir le commerce autrichien vers l'Inde depuis le port de Trieste. Sa proposition présentée lors d'une conférence à Vienne le 10 mai 1775, est acceptée par le gouvernement de l'impératrice-douairière Marie-Thérèse. William Bolts obtient une lettre de naturalité et prête serment le 15 mai 1775. Et le 5 juin 1775, il se voit accorder un Octroi pour une durée de dix ans lui permettant de commercer avec les Indes.

### Voyage duJoseph et Thérèse,1776–81
Le 24 septembre 1776, Bolts embarqua à Livourne port du Grand-duché de Toscane (sur lequel règne Léopold, fils cadet de l'impératrice) et part pour les Indes avec le commandement d'un navire sous pavillon impérial. Ce navire anciennement Earl of Lincoln, est renommé le Joseph et Thérèse. Cette entreprise commerciale requérant des moyens financiers importants William Bolts s'associe avec les banquiers anversois des Pays-Bas autrichiens Charles Proli, et ses associés, I.C.I. Borrikens et Dominique Nagel.

### Colonisation de la baie de Delagoa
Au cours de son voyage, Bolts établit des factoreries sur la côte de Malabar, ainsi que des bases dans la baie de Delagoa sur la côte du Mozambique et sur les îles Nicobar.
Son objectif dans l'établissement d'une base dans la baie de Delagoa et de servir pour le ravitaillement des navires qui faisaient le voyage depuis l'Europe jusqu'en Inde. Le pavillon impérial ne resta pas longtemps sur la côte africaine après que les autorités portugaises ont été prévenues de cette présence étrangère dans des terres qu'ils considèrent leurs appartenant. En réponse à cette intrusion, ils envoyèrent une frégate de 40 canons avec 500 hommes à bord depuis Goa en avril 1781.

### Activités en Inde, 1776–1781
Bolts pris pleinement avantage du statut de neutralité de l'Autriche dans la guerre entre la Grande-Bretagne et la France, l'Espagne et les Provinces-Unies pour l'indépendance américaine (1778–1783). 
Ainsi quand Bolts arriva en Inde, il rencontra le sultan de Mysore Haidar Ali et visita sa capital Seringapatam où il obtient la permission d'établir des factoreries sur la côte de Malabar dans les villes de Mangalore, Karwar et Baliapatam.

### Colonisation des îles Nicobar
Pendant que Bolts se trouvait lui-même à Seringapatam, il envoya le Joseph et Thérèse vers les îles Nicobar où il arriva en juin 1778. La compagnie s'installa sur l'île de Nancowery, Gonfried Stahl est nommé chef et résident du lieu avec Louis Van Soest pour second. Les autorités danoises ont fortement protestés contre l'action de Bolts car ils considéraient avoir pris possession de l’archipel en 1756 et avoir utilisées ses îles comme un poste secondaire pour leur gouvernement à Tranquebar en Inde ainsi en 1783 ils envoyèrent un navire de guerre pour éliminer la présence autrichienne.

## Société impériale asiatique de Trieste et d'Anvers
Le 9 août 1781 un accord est trouvé pour transformer la compagnie en une nouvelle société par action qui prend le nom de « Société Impériale pour le Commerce Asiatique de Trieste et d’Anvers ». Les privilèges de l’octroi accordé en 1775 sont confirmés jusqu’au 5 juin 1785. La compagnie se dote de cinq directeurs, mais surtout le capital de la compagnie est ouvert au public afin de développer les activités de la compagnie. Le capital de départ de la compagnie est fixé à deux millions de florins soit deux mille parts de mille florins. Un minimum de douze parts est nécessaire pour pouvoir prendre part aux votes de l’assemblée générale de la compagnie qui ont lieu une fois par an.
La Société impériale asiatique sous sa nouvelle forme se concentra sur le commerce du thé avec la Chine. De 1781 à 1783 le prix du thé en Europe et particulièrement en Angleterre à des niveaux rarement atteints. En effet en 1781 et 1782 aucun navire hollandais ou français n'est venu à Canton à cause de la guerre d'indépendance américaine et en 1782 seulement onze navire anglais, trois danois et deux suédois revenaient de Chine. Dans l'idée de saisir l'occasion pour faire des profits, la compagnie envoya cinq navires à Canton : le Croate, le Kollowrath, le Zinzendorf,  l’Archiduc Maximilien et l'Autrichien.
Cependant, l'opportunité prit fin avec la signature de l'armistice en janvier 1783. Les anciens belligérants peuvent de nouveau envoyer leurs navires vers Canton ce qui se traduisit par une baisse du prix du thé en Europe avec le retour d'une offre abondante.
Les cargaisons des cinq navires retournés de Chine se vendent donc à Ostende avec plus de 38 % de perte. L’avantage qu’apportait la neutralité du pavillon impérial est désormais inexistant et la structure de la compagnie n’est pas assez solide pour concurrencer les autres compagnies européennes sur le marché des produits chinois. En janvier 1785, la Société suspend tous ses paiements et est déclarée en faillite. Le Comte Proli, qui voit la chute de son établissement bancaire, se suicide. La majeure partie des navires de la compagnie passe entre les mains d’un de leurs créanciers, le baron Walckiers.